# Hartmut Briesenick
Hartmut Briesenick (Luckenwalde, 17 de março de 1949) é um ex-atleta oriental que na década de 1970 representou a República Democrática Alemã em provas de arremesso de peso. Foi várias vezes campeão europeu, tanto ao ar livre como em pista coberta, mas o seu sucesso mais importante foi a obtenção da medalha de bronze nos Jogos Olímpicos de 1972 em Munique.
O seu recorde pessoal é de 21.67 e foi obtido em Potsdam no dia 1 de setembro de 1973.
Briesenick foi casado com a também lançadora de peso Ilona Slupianek, de quem entretanto se divorciou.

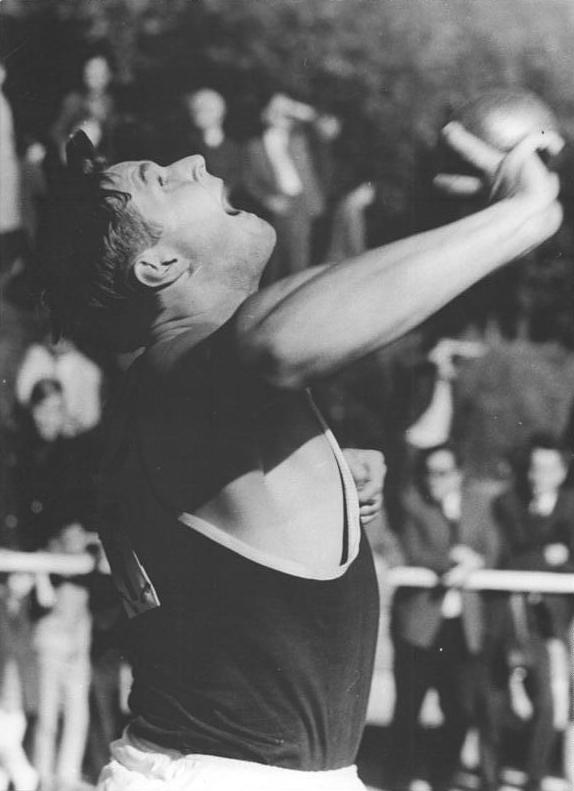
Briesenick em competição no ano de 1970